# 真東愛
真東 愛（まひがし あい、1996年2月7日 - ）は、日本のタレント、グラビアアイドルである。静岡県出身。有限会社ウィンドー所属。

## 略歴
- 2014年、真東りかとして舞台「ネコとミルク」でデビュー。翌2015年、グラビジョンからイメージDVDを発売。事務所入り当時はFカップであったが、イメージDVDを撮り終わった際に図るとIカップだったことで注目を集め[2]、以降Iカップであることから「真東愛(i)」と改名[1][3]。
- 2016年10月28日、講談社「フライデー」11月11日号でヘアヌードを披露[4]。NHKアシスタントとの触れ込みゆえ「籾井会長もビックリ」との煽り文句が記述された。
- 2016年11月7日、「週刊大衆」11月21日号で巻頭ヘアヌードグラビア[5]。
- 2016年11月23日、双葉社から写真集を発売した。

## 人物
- 趣味はカラオケ。特技はマッサージ[1]。芸能界入りの理由は「有名になりたいという思いで入りました。若いうちにやっときたくて」（原文ママ）[2]。
- 巨乳だとぽちゃでも許される雰囲気があるので良かったと思っている[6]。
- ファーストDVD撮影時に、浮き輪のビーチボールに乗り割ってしまった[7]。
- 芸能界入りした理由は「有名になりたいのもあったし、若いうちに何かをしておきたいのもあったから」[8]。

## 出演

### テレビ
- 「ランク王国」（2015年8月29日、TBS） - 肉々しいアイドルランキング3位[9]
- 「水曜日のダウンタウン」（2016年3月2日、TBS）
- 「ザ・フォークソング〜青春のうた〜」（NHK BSプレミアム） - アシスタント

### 舞台
- 「ネコとミルク」（2014年8月8日） - 冬島 役[1]
- 「塩原温泉物語」（2014年12月5日） - 春美 役[1]
- 喜劇らいぶ「曾我廼家の喜劇」（2015年6月14日、アミューズミュージアム）[1]

## 作品

### イメージビデオ
1. 「ぷるるんドリーム」（2015年1月23日、グラビジョン）[10] - 真東りか名義
2. 「ピュア・スマイル」（2015年4月24日、竹書房）[11]
3. 「マシュマロ」（2016年12月24日、竹書房）
4. 「NAKED LOVE」（2017年3月24日、スパイスビジュアル）[12]
5. 「ピーチパイ」（2017年6月2日、キングダム）
6. 「プリン・プリン」（2017年8月11日、キングダム）[13]
7. 「ソーセージLOVE」（2017年10月30日、キングダム） - 桜井ゆかりとの共演
8. 「エッチな蕾」（2017年12月22日、キングダム）[14]
9. 「愛のプルメリア」（2018年2月23日、キングダム）
10. 「リミックスⅠ」（2018年6月15日、キングダム）
11. 「リミックス 〜バリ島編 〜」（2018年9月21日、キングダム）

## 書籍

### 写真集
- 君は天然色（2016年11月23日、双葉社、撮影：HIROKAZU）ISBN 978-4575311990[15]

### 雑誌
- フライデー（2016年11月11日号、講談社）
- 週刊大衆（2016年11月21日号、双葉社）

- 週刊大衆ヴィーナス(2017年1月5日号、双葉社)